# Temp Sjepetivka
FC Temp Sjepetivka (Oekraïens: Футбольний клуб «Темп» Шепетівка) was een Oekraïense voetbalclub uit Sjepetivka.
De club werd in 1990 opgericht en won de laatste Beker van de SSR Oekraïne in 1991. Na het uiteenvallen van de Sovjet-Unie begon Temp in de Vysjtsja Liha. De club degradeerde direct en keerde na één seizoen weer terug op het hoogste niveau. In 1995 fuseerde de club met FC ADVIS Chmelnytsky tot Temp-ADVIS en ging in Chmelnytsky spelen. De club degradeerde naar de Persja Liha en verhuisde naar Kamjanets-Podilsky waar het als Ratusha ging spelen. Gedurende het seizoen, begin 1996, ging de club failliet en hield op te bestaan.

## Historische namen
- 1990-1994: Temp
- 1994-1995: Temp-ADVIS
- 1995-1996: Ratusha

## Erelijst
- Beker van de SSR Oekraïne: 1991